# Die Konferenz der Tiere (Roman)
Die Konferenz der Tiere ist ein Kinderbuch des deutschen Schriftstellers Erich Kästner, das 1949 erschienen ist. Es ist Kästners erster Roman nach dem Zweiten Weltkrieg und handelt von den Vertretern aller Tierarten der Erde, die aufgrund des politischen Scheiterns der Menschen eine internationale Konferenz einberufen, um den Weltfrieden zu erreichen.

## Handlung
Als der Löwe Alois, der Elefant Oskar und die Giraffe Leopold in der Zeitung lesen, dass die 86. internationale Konferenz der Menschen aufgelöst wurde, ohne dass die Regierungsvertreter eine Lösung für die von ihnen selbst verursachten Probleme wie Kriege, Hungersnöte und Umweltzerstörung gefunden hatten, beschließen die drei Tiere, dass es an der Zeit sei, selbst die Initiative zu ergreifen. Sie benachrichtigen alle Tiere rund um den Erdball, dass vier Wochen später eine Konferenz im Hochhaus der Tiere stattfinden wird. Delegierte der Tiere aus aller Welt und sogar die Tiere aus den Bilderbüchern reisen zu der Konferenz an. Zusätzlich wird ein Menschenkind von jedem Kontinent eingeladen, da die Tiere die Kinder für unschuldig an den Problemen der Menschheit halten und sie in ihre Pläne zur Verbesserung der Welt einbeziehen wollen.
Gleichzeitig findet eine weitere Konferenz der Menschen in Kapstadt statt. Die Tiere wollen eine Einigung aller Länder herbeiführen und greifen zu ungewöhnlichen Maßnahmen: Zuerst organisieren sie einen Einfall der Nagetiere in das Konferenzgebäude der Menschen und vernichten so sämtliche Akten, die sie als hinderlich für eine Einigung ansehen. Sie verlangen von den Menschen eine sofortige friedliche Übereinkunft. Nachdem die Menschen Kopien aller Akten herbeigeschafft haben, ohne auf die Forderungen der Tiere einzugehen, fliegen Schwärme von Motten in den Konferenzsaal und fressen die Uniformen aller Teilnehmer auf, sodass diese nackt dastehen. Als auch dieses Problem von den Menschen überwunden werden kann, greifen die Tiere zu ihrer letzten Maßnahme und entführen die Kinder aus allen Familien der Welt. Sie bringen sie sicher in Verstecken unter, in denen sich Tiere um sie kümmern, während sie glücklich miteinander spielen. Die Erwachsenen jedoch merken dadurch, wie leer eine kinderlose Welt ist und erkennen die Notwendigkeit, um der Kinder willen eine bessere Zukunft zu schaffen. Alle Staatsoberhäupter unterzeichnen einen Vertrag, der festlegt, dass alle Grenzen aufgehoben, das Militär und alle Schuss- und Sprengwaffen abgeschafft werden und garantiert wird, dass alle künftigen Bestrebungen der Menschheit auf den Frieden und das Wohl der Kinder ausgerichtet sein sollen.

## Botschaften
Die Zusammenkunft der Tiere mit all ihren Verwicklungen wie etwa der Schwierigkeit, eine Giraffe in einem Hotelzimmer unterzubringen, erzählt Kästner mit viel Witz. Trotzdem lässt er keinen Zweifel an der Ernsthaftigkeit des Themas. Den Zustand der Welt stellt er als äußerst bedenklich dar und klagt die Menschen als Urheber allen Übels an. Bei der Beschreibung der Missstände nimmt Kästner – was für seine Kinderbücher untypisch ist – auf konkrete politische Themen seiner Zeit Bezug, darunter den Indochinakrieg, die „Gefängnisse in Spanien“ – eine Anspielung auf die Diktatur Francos – und die Gefahren von Kernwaffen.
Den so unverantwortlich handelnden Menschen stehen die Tiere gegenüber, die im Gegensatz zu den Menschen erkannt haben, dass letztere die Zukunft ihrer Kinder aufs Spiel setzen. „Es geht um die Kinder“ wird zum Leitspruch der Konferenz der Tiere. Die moralische Überlegenheit der Tiere wird oft hervorgehoben, etwa mit dem Ausspruch des Elefanten Oskar: „Wir werden die Welt schon in Ordnung bringen! Wir sind ja schließlich keine Menschen!“ Selbst nach der Entführung der Kinder stehen die Tiere noch auf der moralisch richtigen Seite, da sie sich auf das Gesetz berufen, nach dem man „Eltern, die nichts taugen, entmündigen kann“, um ihre Kinder „geeigneteren Erziehern“ anzuvertrauen. Da die Menschen als Gesamtheit offensichtlich ihrer Verantwortung, für ihre Kinder zu sorgen, nicht gewachsen sind, übernehmen die Tiere deren Fürsorge, bis die Erwachsenen zur Vernunft kommen.
In ihrer Diskussion über die Ursachen der Missstände kommen die Tiere zu dem Schluss, dass all dies im Grunde „an den Akten und am Militär“ liege. Durch das ganze Buch hindurch ziehen sich scharfe Satiren auf die Bürokratie und das Militär (z. B. als nach der Aktenvernichtung durch die Tiere die Aktentaschen aller Teilnehmer der Menschen-Konferenz von je einem bewaffneten Soldaten bewacht werden, oder in der Charakterisierung des verständnislosen Sonderbeauftragten Feldmarschall Zornmüller, der versucht, die Tiere zum Einlenken zu bewegen, aber von ihnen vertrieben wird). Außerdem erkennt die Tierversammlung in den Staatsgrenzen ein Hindernis des Friedens und verlangt folglich in einem Telegramm an die Menschenkonferenz ihre Aufhebung bis hin zu der radikalen Forderung nach dem „Ende der Staatsidee“.
In der Erklärung, die die Staatsoberhäupter am Ende unterzeichnen, formuliert Erich Kästner die für ihn zentralen Schritte zu einer friedlichen Weltpolitik. Die Forderung nach der Abschaffung des Militärs und der Abrüstung der Sicherheitskräfte sind Ausdruck von Kästners beharrlichem Antimilitarismus, der auf seine eigenen Erfahrungen aus seinem Militärdienst während des Ersten Weltkrieges zurückgeht. Außerdem soll die Bürokratie auf ein Mindestmaß abgebaut werden (denn „Büros sind für die Menschen da, nicht umgekehrt“), die Wissenschaft soll sich voll und ganz in den Dienst des Friedens stellen, und die bestbezahlten Beamten sollen die Lehrer sein, denn „die Kinder zu wahren Menschen zu erziehen, ist die höchste und schwerste Aufgabe. Das Ziel der echten Erziehung soll heißen: Es gibt keine Trägheit des Herzens mehr.“

## Hintergrund und Publikationsgeschichte
Die Grundidee zu dieser Geschichte stammt von der Kinderbuchautorin Jella Lepman, mit der Erich Kästner befreundet war. Sie stellte ihm ihre Idee für ein Kinderbuch vor, in dem anstelle von Menschen die Tiere die Politik übernehmen, um für künftige Generationen den Frieden zu sichern. Kästner hatte 1946 Lepmans Internationale Jugendbuchausstellung besucht und in der Neuen Zeitung eine begeisterte Kritik der Ausstellung veröffentlicht, in der er behauptete, dort den Hauptfiguren sämtlicher ausgestellter Kinderbücher persönlich begegnet zu sein. In Die Konferenz der Tiere griff Kästner diese Idee wieder auf, indem er auch fiktive Tiere aus bekannten Büchern an der Konferenz teilnehmen ließ.
Die Konferenz der Tiere ist Erich Kästners erster Roman der Nachkriegszeit und sein neuntes Kinderbuch. Es erschien erstmals im Schweizer Europa Verlag. Seitdem wurde es zahlreiche Male neu aufgelegt, seit 1978 wiederholt im Cecilie Dressler Verlag. Die Originalausgabe wurde wie die meisten Kinderbücher Erich Kästners von Walter Trier illustriert, obwohl dieser 1933 emigriert war und nun in Toronto lebte, was die Zusammenarbeit vor logistische Schwierigkeiten stellte. Von Kästners Romanen ist Die Konferenz der Tiere der mit den umfangreichsten Illustrationen. Obwohl das Buch durch seine vielen Bilder, die einfache Handlung und die Tiere als Protagonisten hauptsächlich Kinder anspricht, versah Kästner es mit dem Untertitel „Ein Buch für Kinder und Kenner“ und machte so deutlich, dass es sich ebenso an Erwachsene richtet.

## Ausgaben
- Die Konferenz der Tiere, Europa Verlag Zürich, 1949 (Erstausgabe)
- Die Konferenz der Tiere, Lizenzausgabe Buchklub Ex Libris Zürich, o. O. 1971
- Die Konferenz der Tiere, Atrium Verlag Zürich, 1998, ISBN 3-85535-991-1
- Die Konferenz der Tiere, Cecilie Dressler Verlag 2010, ISBN 3-7915-3029-1

## Verfilmungen, Hörspiele und Vertonungen
- 1969 erschien der westdeutsche Zeichentrickfilm Die Konferenz der Tiere von Curt Linda, in dem unter anderem Georg Thomalla als Synchronstimme des Löwen zu hören war.
- 1950 erschien das Hörspiel Die Konferenz der Tiere – Eine Geschichte für Kinder und Kenner – beinahe ein Märchen, bearbeitet von James Krüss und Irene Kürschner, Regie: Kurt Wilhelm. Es sprachen u. a. Carl Wery, Bum Krüger und Fritz Benscher. Es wird bis heute von Oetinger audio verlegt.
- 1952 entstand beim österreichischen Hörfunksender Rot-Weiß-Rot im Landesstudio Oberösterreich eine weitere Hörspielfassung, ebenfalls unter dem Titel Die Konferenz der Tiere. Hier sprachen unter der Regie von Hans Krendlesberger u. a. Elfriede Gollmann, Helmi Mareich, Friedl Larsen, Stefan Skodler und Johannes Siegl.[5]
- Der computeranimierte Trickfilm Konferenz der Tiere, der lose an das Buch angelehnt ist, kam am 7. Oktober 2010 in die deutschen Kinos.
- 2022 erschien Die Konferenz der Tiere beim Verlag für Kindertheater Hamburg als Musiktheater (Community Music Drama) in einem Libretto von Manuela Widmer, Komposition von Jakob Gruchmann.[6][7]

Bereits kurz nach dem Erscheinen des Buches hatte Erich Kästner die Geschichte Walt Disney zur Verfilmung angeboten, der sie jedoch ablehnte, weil sie ihm zu politisch war.

## Referenzierung
Gerhard Heilingbrunner mit Günther Nenning in Auhirsch-Kostüm, Jörg Mauthe (Schwarzstorch), Peter Turrini (Rotbauchunke) und andere gaben am 7. Mai 1984 als Kämpfer für die Hainburger Au die Pressekonferenz der Tiere. Am 8. Dezember 1984 wurde die Au besetzt, um den geplanten Bau eines Donaukraftwerks zu verhindern, was letztlich gelang. Die Forderung eines Volksbegehrens nach einem Nationalpark Donauauen wurde erfüllt.